# An Indian's Week
Albums de Henri Texier « azur » quintet
Colonel Skopje
(1988) Mad Nomad(s)
(1995)
An Indian's Week est un album du contrebassiste de jazz français Henri Texier édité en 1993 par Label Bleu.
On retrouve sur ce disque l'engagement d'Henri Texier (Indians - Desaparecido, Don't buy ivory, anymore !), son goût pour les « musiques du monde » (Tzigane), ainsi que son talent pour les belles mélodies.
Les morceaux Lundi, Mardi, Mercredi, Jeudi, Vendredi, Samedi, Samedi Soir, Dimanche, Dimanche Soir et Tzigane ont été à l'origine écrits pour la pièce Divertissements Touristiques de Noëlle Renaude.
Ce disque fait partie des 100 disques indispensables du Jazz de Télérama.

## Liste des pistes
| No  | Titre                      | Musique       | Durée |
| --- | -------------------------- | ------------- | ----- |
| 1.  | Lundi                      | Henri Texier  | 0:09  |
| 2.  | Laguna Veneta              | Henri Texier  | 4:47  |
| 3.  | Mardi                      | Henri Texier  | 0:26  |
| 4.  | Stanislas                  | Tony Rabeson  | 6:25  |
| 5.  | Mercredi                   | Henri Texier  | 0:26  |
| 6.  | Cyclosis                   | Glenn Ferris  | 8:07  |
| 7.  | Jeudi                      | Henri Texier  | 0:25  |
| 8.  | Indians - Desaparecido     | Henri Texier  | 11:49 |
| 9.  | Simone Signoret            | Henri Texier  | 5:19  |
| 10. | Vendredi                   | Henri Texier  | 0:24  |
| 11. | Amazone Blues              | Henri Texier  | 8:29  |
| 12. | Samedi                     | Henri Texier  | 0:21  |
| 13. | Tzigane                    | Henri Texier  | 0:46  |
| 14. | Mâshala                    | Bojan Z       | 9:23  |
| 15. | Samedi soir                | Henri Texier  | 0:21  |
| 16. | The bridge                 | Sonny Rollins | 3:21  |
| 17. | Dimanche                   | Henri Texier  | 0:25  |
| 18. | Don't buy ivory, anymore ! | Henri Texier  | 5:15  |
| 19. | Dimanche soir              | Henri Texier  | 0:24  |
| 20. | Laguna laita               | Henri Texier  | 7:27  |
| 21. | Lundi                      | Henri Texier  | 0:09  |

## Personnel
- Henri Texier : contrebasse
- Glenn Ferris : trombone
- Tony Rabeson : batterie
- Bojan Z : piano, Fender Rhodes
- Michel Portal : bandonéon (pistes 2 et 20)
- Louis Sclavis : clarinette, saxophone soprano (pistes 2 et 20)